# مجتمع عظيم
مجتمع عظيم هو مجموعة من البرامج المحلية في الولايات المتحدة التي أطلقها الرئيس الديمقراطي ليندون ب جونسون في عامي 1964-1965. كان الهدف الرئيسي هو القضاء على الفقر والظلم العنصري. استخدم الرئيس جونسون أولا مصطلح «المجتمع العظيم» خلال خطاب في جامعة أوهايو، ثم كشف عن البرنامج بمزيد من التفصيل في جامعة ميشيغان.
أُطلقت خلال هذه الفترة برامج إنفاق رئيسية جديدة تتناول التعليم في إطار جدول الصفقة الجديدة للأعمال المحلية الخاصة بفرانكلين روزفلت.
عطلت بعض مقترحات المجتمع العظيم مبادرات الحدود الجديدة لجون كينيدي. يعتمد نجاح جونسون على مهاراته في الإقناع، إلى جانب انهيار الأغلبية الديمقراطيين في انتخابات عام 1964 التي جلبت العديد من الليبراليين الجدد إلى الكونجرس، مما جعل مجلس النواب الممثلين في عام 1965 أكثر دار ليبرالية منذ عام 1938.
عطلت بعض مقترحات المجتمع العظيم مبادرات الحدود الجديدة لجون كينيدي. يعتمد نجاح جونسون على مهاراته في الإقناع، إلى جانب انهيار الأغلبية الديمقراطيين في انتخابات عام 1964 التي جلبت العديد من الليبراليين الجدد إلى الكونجرس، مما جعل مجلس النواب الممثلين في عام 1965 أكثر دار ليبرالية منذ عام 1938.
اشتكى الديمقراطيون المناهضون للحرب من ان الانفاق على حرب فيتنام خنق المجتمع العظيم. في حين تم إلغاء بعض البرامج أو خفض تمويلها، فإن الكثير منها، بما في ذلك برنامج الرعاية الطبية، ورعاية الفقراء طبيا، وقانون الأمريكيين الأكبر سنا، وتمويل التعليم الاتحادي، لا يزال قائما حتى الآن. توسعت برامج المجتمع العظيم في ظل إدارتي الرئيسين الجمهوريين ريتشارد نيكسون وجيرالد فورد.
اشتكى الديمقراطيون المناهضون للحرب من ان الانفاق على حرب فيتنام خنق المجتمع العظيم. في حين تم إلغاء بعض البرامج أو خفض تمويلها، فإن الكثير منها، بما في ذلك برنامج الرعاية الطبية، ورعاية الفقراء طبيا، وقانون الأمريكيين الأكبر سنا، وتمويل التعليم الاتحادي، لا يزال قائما حتى الآن. توسعت برامج المجتمع العظيم في ظل إدارتي الرئيسين الجمهوريين ريتشارد نيكسون وجيرالد فورد.

## الظروف الاجتماعية والاقتصادية
بخلاف الصفقة القديمة (الأخيرة)، التي كانت ردا على كارثة مالية واقتصادية حادة، جاءت مبادرات المجتمع العظيم تماما كما بدأ ازدهار ما بعد الحرب في التلاشي ولكن قبل أن تشهد الطبقات الوسطى والعليا الهبوط القادم. اقترح كينيدي خفض الضرائب الشامل الذي خفض معدل ضريبة الدخل الهامشي الأعلى في الولايات المتحدة بنسبة 20٪، من 91٪ إلى 71٪، والذي تم إصداره في فبراير 1964 بواسطة جونسون (بعد ثلاثة أشهر من اغتيال كيندي). كما خفض التخفيض الضريبي بشكل كبير المعدلات الهامشية في الأقواس الدنيا وكذلك للشركات. ارتفع الناتج القومي الإجمالي بنسبة 10٪ في السنة الأولى من خفض الضرائب، وبلغ معدل النمو الاقتصادي 4.5٪ في الفترة من 1961 إلى 1968.
بخلاف الصفقة القديمة (الأخيرة)، التي كانت ردا على كارثة مالية واقتصادية حادة، جاءت مبادرات المجتمع العظيم تماما كما بدأ ازدهار ما بعد الحرب في التلاشي ولكن قبل أن تشهد الطبقات الوسطى والعليا الهبوط القادم. اقترح كينيدي خفض الضرائب الشامل الذي خفض معدل ضريبة الدخل الهامشي الأعلى في الولايات المتحدة بنسبة 20٪، من 91٪ إلى 71٪، والذي تم إصداره في فبراير 1964 بواسطة جونسون (بعد ثلاثة أشهر من اغتيال كيندي). كما خفض التخفيض الضريبي بشكل كبير المعدلات الهامشية في الأقواس الدنيا وكذلك للشركات. ارتفع الناتج القومي الإجمالي بنسبة 10٪ في السنة الأولى من خفض الضرائب، وبلغ معدل النمو الاقتصادي 4.5٪ في الفترة من 1961 إلى 1968.
أدت إجراءات خفض الضرائب التي قام بها جونسون إلى تحقيق ما وصفه أحد المؤرخين بأنه «أكبر رخاء في سنوات ما بعد الحرب». ارتفع الناتج القومي الإجمالي بنسبة 7 في المائة في عام 1964 و 8 في المائة في عام 1965 و 9 في المائة في عام 1966.انخفض معدل البطالة إلى أقل من 5 في المائة، وبحلول عام 1966، بلغ عدد الأسر التي يبلغ دخلها 000 7 دولار سنويا أو أكثر إلى 55 في المائة، ٪ في عام 1950. في عام 1968، عندما نشر جون كينيث غالبريث طبعة جديدة من جمعية الأثرياء، بلغ متوسط دخل الأسرة الأمريكية 8000 دولار، أي ضعف ما كان عليه قبل عقد من الزمان.
أدت إجراءات خفض الضرائب التي قام بها جونسون إلى تحقيق ما وصفه أحد المؤرخين بأنه «أكبر رخاء في سنوات ما بعد الحرب». ارتفع الناتج القومي الإجمالي بنسبة 7 في المائة في عام 1964 و 8 في المائة في عام 1965 و 9 في المائة في عام 1966.انخفض معدل البطالة إلى أقل من 5 في المائة، وبحلول عام 1966، بلغ عدد الأسر التي يبلغ دخلها 000 7 دولار سنويا أو أكثر إلى 55 في المائة، ٪ في عام 1950. في عام 1968، عندما نشر جون كينيث غالبريث طبعة جديدة من جمعية الأثرياء، بلغ متوسط دخل الأسرة الأمريكية 8000 دولار، أي ضعف ما كان عليه قبل عقد من الزمان.
وارتفع الدخل الشخصي المتاح بنسبة 15٪ في عام 1966 وحده. ارتفعت الإيرادات

## خطاب أوهايو وميشيغان
أول إشارة عامة لجونسون إلى «المجتمع العظيم» وقعت خلال خطابه إلى الطلاب في 7 مايو 1964، في جامعة أوهايو في أثينا، أوهايو: وبشجاعتكم ومع رحمتكم ورغبتكم، سنبني مجتمعا عظيما. إنه مجتمع لا يكون فيه أي طفل جائع، ولن يكون به أي شاب غير متعلم. قدم في وقت لاحق رسميا أهدافه المحددة للجمعية الكبرى في خطاب آخر في جامعة ميشيغان في آن أربور، ميشيغان، في 22 مايو 1964.نحن نذهب لتجميع أفضل الفكر وأوسع المعرفة من جميع أنحاء العالم للعثور على هذه الإجابات. أعتزم إنشاء فرق عاملة لإعداد سلسلة من المؤتمرات والاجتماعات - بشأن المدن، والجمال الطبيعي، وعلى نوعية التعليم، والتحديات الناشئة الأخرى. من هذه الدراسات، سنبدأ في تحديد مسارنا نحو المجتمع العظيم.
أول إشارة عامة لجونسون إلى «المجتمع العظيم» وقعت خلال خطابه إلى الطلاب في 7 مايو 1964، في جامعة أوهايو في أثينا، أوهايو: وبشجاعتكم ومع رحمتكم ورغبتكم، سنبني مجتمعا عظيما. إنه مجتمع لا يكون فيه أي طفل جائع، ولن يكون به أي شاب غير متعلم. قدم في وقت لاحق رسميا أهدافه المحددة للجمعية الكبرى في خطاب آخر في جامعة ميشيغان في آن أربور، ميشيغان، في 22 مايو 1964.نحن نذهب لتجميع أفضل الفكر وأوسع المعرفة من جميع أنحاء العالم للعثور على هذه الإجابات. أعتزم إنشاء فرق عاملة لإعداد سلسلة من المؤتمرات والاجتماعات - بشأن المدن، والجمال الطبيعي، وعلى نوعية التعليم، والتحديات الناشئة الأخرى. من هذه الدراسات، سنبدأ في تحديد مسارنا نحو المجتمع العظيم.

## البرنامج التشريعي وفرق العمل الرئاسية لعام 1965
الولايات المتحدة بتوجيه من مساعدي الرئيس بيل مويرز وريتشارد ن. غودوين.
كان متوسط قوة العمل يتألف من خمسة إلى سبعة أعضاء، ويتكون أساسيا من خبراء حكوميين وأكاديميين. لم يلتزم سوى إحدى فرق العمل المعنية بالبرنامج التشريعي لعام 1965 إلى الشؤون الخارجية والسياسة الاقتصادية الخارجية. أما الباقي فقد اتهموا بالسياسة المحلية (الزراعة، سياسة مكافحة الركود، الحقوق المدنية، التعليم، الكفاءة والاقتصاد، الصحة، سياسة الحفاظ على الدخل، التعاون المالي الحكومي الدولي، الموارد الطبيعية، تلوث البيئة، الحفاظ على الجمال الطبيعي، النقل، والمشاكل الحضرية).
كان متوسط قوة العمل يتألف من خمسة إلى سبعة أعضاء، ويتكون أساسيا من خبراء حكوميين وأكاديميين. لم يلتزم سوى إحدى فرق العمل المعنية بالبرنامج التشريعي لعام 1965 إلى الشؤون الخارجية والسياسة الاقتصادية الخارجية. أما الباقي فقد اتهموا بالسياسة المحلية (الزراعة، سياسة مكافحة الركود، الحقوق المدنية، التعليم، الكفاءة والاقتصاد، الصحة، سياسة الحفاظ على الدخل، التعاون المالي الحكومي الدولي، الموارد الطبيعية، تلوث البيئة، الحفاظ على الجمال الطبيعي، النقل، والمشاكل الحضرية).
بعد تقديم تقارير فرقة العمل إلى البيت الأبيض، بدأ مويرز جولة ثانية من

## انتخابات 1964
باستثناء قانون الحقوق المدنية لعام 1964، لم يكن جدول أعمال الجمعية الكبرى موضوعا نوقش على نطاق واسع خلال حملة الانتخابات الرئاسية لعام 1964. فاز جونسون بالانتخابات بنسبة 61٪ من الأصوات، وحمل جميع الولايات باستثناء ست. اكتسب الديمقراطيون مقاعد كافية للسيطرة على أكثر من ثلثى كل غرفة في المؤتمر التاسع والثمانين، مع هامش يبلغ 68-32 في مجلس الشيوخ، وهامش 295-140 في مجلس النواب.
باستثناء قانون الحقوق المدنية لعام 1964 ، لم يكن جدول أعمال الجمعية الكبرى موضوعا نوقش على نطاق واسع خلال حملة الانتخابات الرئاسية لعام 1964. فاز جونسون بالانتخابات بنسبة 61٪ من الأصوات، وحمل جميع الولايات باستثناء ست. اكتسب الديمقراطيون مقاعد كافية للسيطرة على أكثر من ثلثى كل غرفة في المؤتمر التاسع والثمانين، مع هامش يبلغ 68-32 في مجلس الشيوخ، وهامش 295-140 في مجلس النواب.

## مؤتمر الكونغرس التاسع والثمانون
سمحت إعادة التنظيم السياسي لزعماء البيت بتغيير القواعد التي سمحت للديمقراطيين الجنوبيين بقتل تشريعات الحدود الجديدة والحقوق المدنية في اللجنة، والتي ساعدت الجهود لتمرير تشريع المجتمع العظيم. في عام 1965، شكلت الدورة الأولى للمؤتمر التاسع والثمانين جوهر المجتمع العظيم. بدأ ذلك بإصدار تشريعات متوقفة منذ فترة طويلة مثل الرعاية الطبية والمساعدة الاتحادية للتعليم ثم انتقل إلى مجالات أخرى، بما في ذلك النقل الجماعي عالي السرعة، والمكملات الإيجارية، والحقيقة في التعبئة، وتشريعات السلامة البيئية، والأحكام الجديدة لمرافق الصحة العقلية، والمعلم الفيلق، وتدريب القوى العاملة، وبرنامج «البداية المبكرة»، والمساعدة في النقل الجماعي الحضري، وبرنامج المدن النموذجية، وقانون الإسكان الذي يشمل إعانات الإيجار، وقانونا للتعليم العالي. قدمت إدارة جونسون 87 فاتورة إلى الكونغرس، وجونسون وقع 84، أو 96٪، يمكن القول إنه جدول الأعمال التشريعي الأكثر نجاحا في تاريخ الكونجرس الأمريكي.
سمحت إعادة التنظيم السياسي لزعماء البيت بتغيير القواعد التي سمحت للديمقراطيين الجنوبيين بقتل تشريعات الحدود الجديدة والحقوق المدنية في اللجنة، والتي ساعدت الجهود لتمرير تشريع المجتمع العظيم. في عام 1965، شكلت الدورة الأولى للمؤتمر التاسع والثمانين جوهر المجتمع العظيم. بدأ ذلك بإصدار تشريعات متوقفة منذ فترة طويلة مثل الرعاية الطبية والمساعدة الاتحادية للتعليم ثم انتقل إلى مجالات أخرى، بما في ذلك النقل الجماعي عالي السرعة، والمكملات الإيجارية، والحقيقة في التعبئة، وتشريعات السلامة البيئية، والأحكام الجديدة لمرافق الصحة العقلية، والمعلم الفيلق، وتدريب القوى العاملة، وبرنامج «البداية المبكرة»، والمساعدة في النقل الجماعي الحضري، وبرنامج المدن النموذجية، وقانون الإسكان الذي يشمل إعانات الإيجار، وقانونا للتعليم العالي. قدمت إدارة جونسون 87 فاتورة إلى الكونغرس، وجونسون وقع 84، أو 96٪، يمكن القول إنه جدول الأعمال التشريعي الأكثر نجاحا في تاريخ الكونجرس الأمريكي.

## المناطق السياسية الرئيسية

### الحقوق المدنية

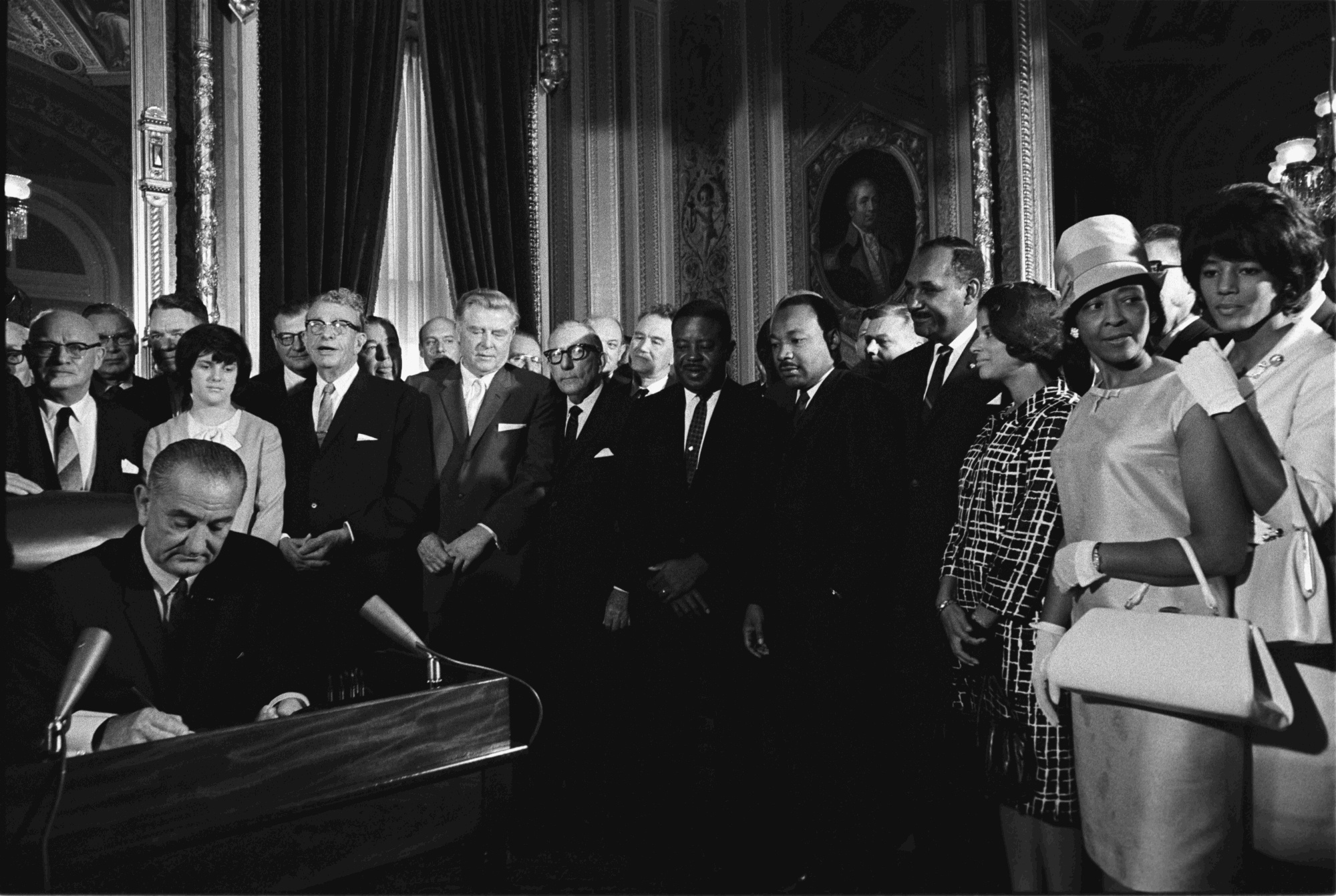
الرئيس جونسون يوقع على قانون حقوق التصويت لعام 1965.

أشار المؤرخ ألان برينكلي إلى أن أهم إنجاز محلي للمجتمع العظيم قد يكون نجاحه في ترجمة بعض مطالب حركة الحقوق المدنية إلى قانون. تم إقرار أربعة قوانين للحقوق المدنية، منها ثلاثة قوانين في العامين الأولين لرئاسة جونسون. منع قانون الحقوق المدنية لعام 1964 التمييز في الوظائف وفصل الأماكن العامة.
أشار المؤرخ ألان برينكلي إلى أن أهم إنجاز محلي للمجتمع العظيم قد يكون نجاحه في ترجمة بعض مطالب حركة الحقوق المدنية إلى قانون. تم إقرار أربعة قوانين للحقوق المدنية، منها ثلاثة قوانين في العامين الأولين لرئاسة جونسون. منع قانون الحقوق المدنية لعام 1964 التمييز في الوظائف وفصل الأماكن العامة.
كفل قانون حقوق التصويت لعام 1965 تسجيل الأقلية والتصويت. أوقفت استخدام محو الأمية أو غيرها من اختبارات تأهيل الناخبين التي كانت تساعد في بعض الأحيان على إبقاء الأمريكيين من أصل أفريقي خارج قوائم التصويت ونصت على دعاوى قضائية اتحادية لوقف ضرائب الاستطلاع التمييزية. كما عزز قانون الحقوق المدنية لعام 1964 من خلال الإذن بتعيين فاحصي التصويت الاتحاديين في المناطق التي لا تستوفي شروط مشاركة الناخبين.ألغى قانون خدمات الهجرة والجنسية لعام 1965 الحصص الوطنية المنشأ في قانون الهجرة. يحظر قانون الحقوق المدنية لعام 1968 التمييز في مجال الإسكان ويوسع نطاق الحماية الدستورية للأمريكيين الأصليين بشأن التحفظات.
كفل قانون حقوق التصويت لعام 1965 تسجيل الأقلية والتصويت. أوقفت استخدام محو الأمية أو غيرها من اختبارات تأهيل الناخبين التي كانت تساعد في بعض الأحيان على إبقاء الأمريكيين من أصل أفريقي خارج قوائم التصويت ونصت على دعاوى قضائية اتحادية لوقف ضرائب الاستطلاع التمييزية. كما عزز قانون الحقوق المدنية لعام 1964 من خلال الإذن بتعيين فاحصي التصويت الاتحاديين في المناطق التي لا تستوفي شروط مشاركة الناخبين.ألغى قانون خدمات الهجرة والجنسية لعام 1965 الحصص الوطنية المنشأ في قانون الهجرة. يحظر قانون الحقوق المدنية لعام 1968 التمييز في مجال الإسكان ويوسع نطاق الحماية الدستورية للأمريكيين الأصليين بشأن التحفظات.

### الحرب ضد الفقر

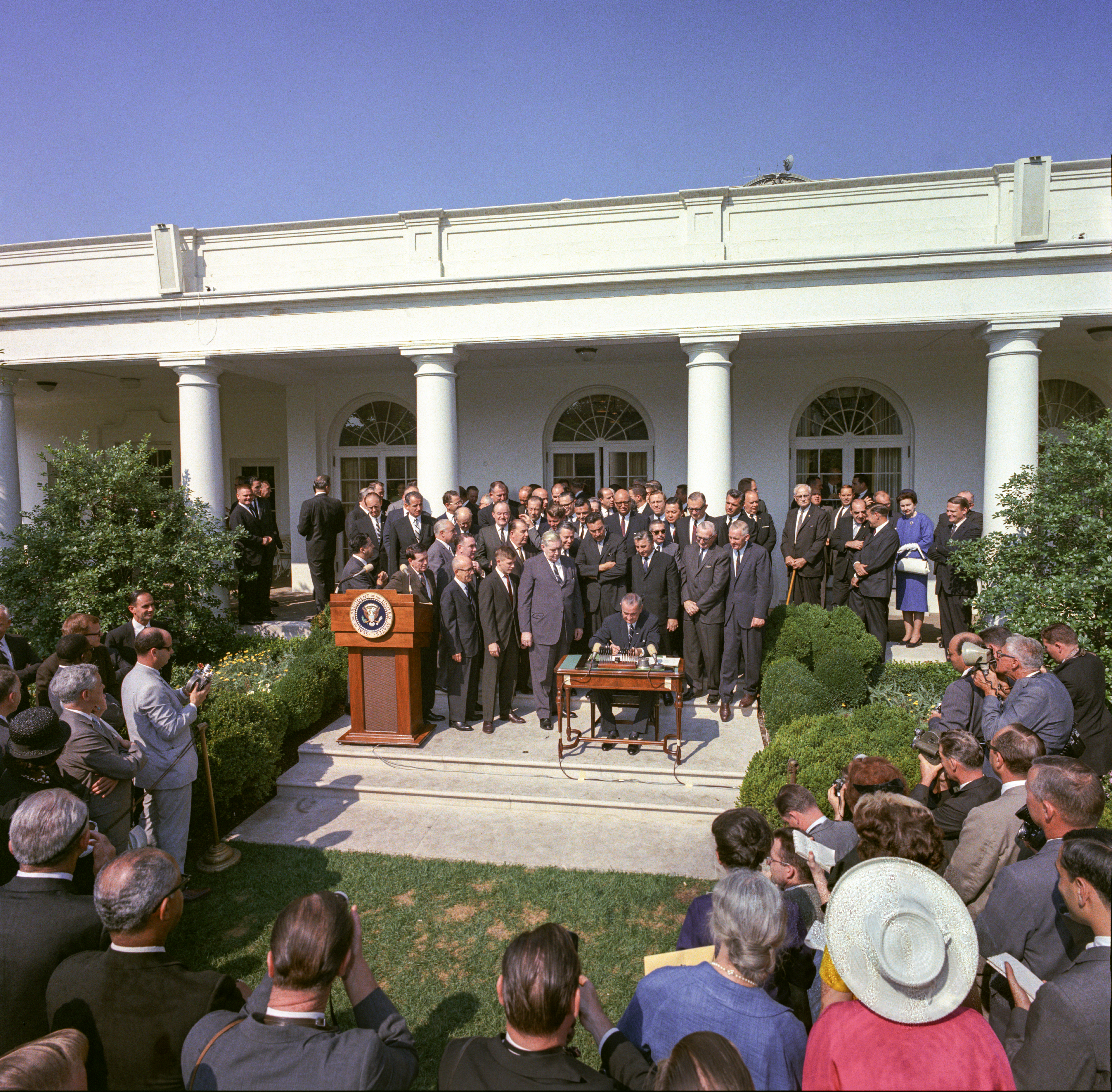
توقيع يوم أغسطس 1964 على مشروع قانون الفقر.

الاقتصادية للإشراف على مجموعة متنوعة من البرامج المجتمعية لمكافحة الفقر.
تم تقديم أموال اتحادية لمخططات التعليم الخاص في المناطق الفقيرة، بما في ذلك المساعدة في دفع تكاليف الكتب والنقل، في حين قدمت أيضا مساعدات مالية لإخلاء الأحياء الفقيرة وإعادة بناء مناطق المدينة. بالإضافة إلى ذلك، أنشأ قانون التنمية الإقليمية في أبالاشيان لعام 1965 وظائف في واحدة من أكثر المناطق فقرا في البلد. وفر قانون الفرص الاقتصادية لعام 1964 أساليب مختلفة يمكن للشباب من منازل الفقراء الحصول على التدريب المهني والتعليم العالي.
تم تقديم أموال اتحادية لمخططات التعليم الخاص في المناطق الفقيرة، بما في ذلك المساعدة في دفع تكاليف الكتب والنقل، في حين قدمت أيضا مساعدات مالية لإخلاء الأحياء الفقيرة وإعادة بناء مناطق المدينة. بالإضافة إلى ذلك، أنشأ قانون التنمية الإقليمية في أبالاشيان لعام 1965 وظائف في واحدة من أكثر المناطق فقرا في البلد. وفر قانون الفرص الاقتصادية لعام 1964 أساليب مختلفة يمكن للشباب من منازل الفقراء الحصول على التدريب المهني والتعليم العالي.
يعكس مكتب التقييم المستقل إجماعا هشا بين واضعي السياسات على أن أفضل طريقة

### البرامج
بدأت الحرب على الفقر بمخصصات قدرها بليون دولار في عام 1964، وأنفقت 2 بليون دولار أخرى في السنتين التاليتين. أدى ذلك إلى إنشاء عشرات البرامج، من بينها «فرقة العمل»، التي تهدف إلى مساعدة الشباب المحرومين على تنمية المهارات القابلة للتسويق؛ فيلق شباب الجوار، الذي أنشئ لإعطاء الشباب في المناطق الحضرية الفقيرة الخبرة في العمل وتشجيعهم على البقاء في المدرسة؛ المتطوعون في الخدمة لأمريكا (فيستا)، وهي نسخة محلية من فيلق السلام، التي وضعت المواطنين المعنيين مع الوكالات المجتمعية للعمل على تمكين الفقراء؛ برنامج المدن النموذجية لإعادة التطوير الحضري؛ صعودا، مما ساعد طلاب المدارس الثانوية الفقراء الذين يدخلون الكلية؛ الخدمات القانونية للفقراء؛ وقانون الطوابع الغذائية لعام 1964 (الذي وسع برنامج ختم الغذاء الاتحادي).
شملت البرامج برنامج العمل المجتمعي الذي شرع في إنشاء وكالات محلية للعمل المجتمعي مكلفة بمساعدة الفقراء على الاكتفاء الذاتي؛ ومشروع «البدایة الرئیسیة» الذي یوفر التعلیم قبل المدرسي للأطفال الفقراء. بالإضافة إلى ذلك، تم توفير التمويل لإنشاء مراكز صحية مجتمعية لتوسيع فرص الحصول على الرعاية الصحية ، في حين أدخلت تعديلات رئيسية على الضمان الاجتماعي في عامي 1965 و 1967، مما أدى إلى زيادة كبيرة في الفوائد وتوسيع نطاق التغطية ووضع برامج جديدة لمكافحة الفقر ورفع مستوى المعيشة. بالإضافة إلى ذلك، كان متوسط مدفوعات منظمة (AFDC) أعلى بنسبة 35٪ في عام 1968 عما كان عليه في عام 1960، لكنه ظل غير كاف وغير متكافئ.
بدأت الحرب على الفقر بمخصصات قدرها بليون دولار في عام 1964، وأنفقت 2 بليون دولار أخرى في السنتين التاليتين. أدى ذلك إلى إنشاء عشرات البرامج، من بينها «فرقة العمل»، التي تهدف إلى مساعدة الشباب المحرومين على تنمية المهارات القابلة للتسويق؛ فيلق شباب الجوار، الذي أنشئ لإعطاء الشباب في المناطق الحضرية الفقيرة الخبرة في العمل وتشجيعهم على البقاء في المدرسة؛ المتطوعون في الخدمة لأمريكا (فيستا)، وهي نسخة محلية من فيلق السلام، التي وضعت المواطنين المعنيين مع الوكالات المجتمعية للعمل على تمكين الفقراء؛ برنامج المدن النموذجية لإعادة التطوير الحضري؛ صعودا، مما ساعد طلاب المدارس الثانوية الفقراء الذين يدخلون الكلية؛ الخدمات القانونية للفقراء؛ وقانون الطوابع الغذائية لعام 1964 (الذي وسع برنامج ختم الغذاء الاتحادي).
شملت البرامج برنامج العمل المجتمعي الذي شرع في إنشاء وكالات محلية للعمل المجتمعي مكلفة بمساعدة الفقراء على الاكتفاء الذاتي؛ ومشروع «البدایة الرئیسیة» الذي یوفر التعلیم قبل المدرسي للأطفال الفقراء. بالإضافة إلى ذلك، تم توفير التمويل لإنشاء مراكز صحية مجتمعية لتوسيع فرص الحصول على الرعاية الصحية ،  في حين أدخلت تعديلات رئيسية على الضمان الاجتماعي في عامي 1965 و 1967، مما أدى إلى زيادة كبيرة في الفوائد وتوسيع نطاق التغطية ووضع برامج جديدة لمكافحة الفقر ورفع مستوى المعيشة. بالإضافة إلى ذلك، كان متوسط مدفوعات منظمة (AFDC) أعلى بنسبة 35٪ في عام 1968 عما كان عليه في عام 1960، لكنه ظل غير كاف وغير متكافئ.

### التعليم
أهم عنصر تعليمي في المجتمع العظيم هو قانون التعليم الابتدائي والثانوي لعام 1965، الذي صممه مفوض التعليم فرانسيس كيبيل. تم التوقيع على القانون في 11 أبريل 1965، بعد أقل من ثلاثة أشهر من عرضه. فقد أنهى محظورا سياسيا طال أمده من خلال تقديم مساعدات اتحادية كبيرة للتعليم العام، حيث خصص في البداية أكثر من بليون دولار لمساعدة المدارس على شراء المواد وبدء برامج التعليم الخاص للمدارس ذات التركيز المرتفع للأطفال ذوي الدخل المنخفض. خلال السنة الأولى من عملها، أذن القانون ببرنامج منحة قدره 1,1 بليون دولار إلى الولايات، ولتوزيع المخصصات للمناطق التعليمية التي تضم أعدادا كبيرة من أطفال الأسر المنخفضة الدخل، والأموال اللازمة لاستخدام المرافق المجتمعية للتعليم في المجتمع بأسره، والأموال اللازمة لتحسين التعليم والبحوث، وتعزيز إدارات الدولة للتعليم، ومنحة لشراء الكتب والمواد المكتبية . أنشأ القانون أيضا برنامج البداية الرئيسية، الذي بدأه مكتب الفرص الاقتصادية في الأصل بوصفه برنامجا صيفيا مدته ثمانية أسابيع، بوصفه برنامجا دائما.
أهم عنصر تعليمي في المجتمع العظيم هو قانون التعليم الابتدائي والثانوي لعام 1965، الذي صممه مفوض التعليم فرانسيس كيبيل. تم التوقيع على القانون في 11 أبريل 1965، بعد أقل من ثلاثة أشهر من عرضه. فقد أنهى محظورا سياسيا طال أمده من خلال تقديم مساعدات اتحادية كبيرة للتعليم العام، حيث خصص في البداية أكثر من بليون دولار لمساعدة المدارس على شراء المواد وبدء برامج التعليم الخاص للمدارس ذات التركيز المرتفع للأطفال ذوي الدخل المنخفض. خلال السنة الأولى من عملها، أذن القانون ببرنامج منحة قدره 1,1 بليون دولار إلى الولايات، ولتوزيع المخصصات للمناطق التعليمية التي تضم أعدادا كبيرة من أطفال الأسر المنخفضة الدخل، والأموال اللازمة لاستخدام المرافق المجتمعية للتعليم في المجتمع بأسره، والأموال اللازمة لتحسين التعليم والبحوث، وتعزيز إدارات الدولة للتعليم، ومنحة لشراء الكتب والمواد المكتبية . أنشأ القانون أيضا برنامج البداية الرئيسية، الذي بدأه مكتب الفرص الاقتصادية في الأصل بوصفه برنامجا صيفيا مدته ثمانية أسابيع، بوصفه برنامجا دائما.
قانون المرافق التعليمية العالي لعام 1963، الذي تم توقيعه من قبل جونسون قانونيا بعد شهر من أن يصبح رئيسا، أذن عدة مرات المزيد من المساعدات الجامعية خلال فترة خمس سنوات مما كان قد تم تخصيصه في إطار كلية المنح الخاصة بالأرض التي تبنى عليها المدارس في القرن. وفرت مكتبات أفضل للكلية، ومن عشرة إلى عشرين مركزا جديدا للخريجين، وعدة معاهد تقنية جديدة، وفصول دراسية لعدة مئات من آلاف الطلاب، وخمسة وعشرين إلى ثلاثين كلية مجتمعية جديدة في السنة.
قانون المرافق التعليمية العالي لعام 1963، الذي تم توقيعه من قبل جونسون قانونيا بعد شهر من أن يصبح رئيسا،  أذن عدة مرات المزيد من المساعدات الجامعية خلال فترة خمس سنوات مما كان قد تم تخصيصه في إطار كلية المنح الخاصة بالأرض التي تبنى عليها المدارس في القرن. وفرت مكتبات أفضل للكلية، ومن عشرة إلى عشرين مركزا جديدا للخريجين، وعدة معاهد تقنية جديدة، وفصول دراسية لعدة مئات من آلاف الطلاب، وخمسة وعشرين إلى ثلاثين كلية مجتمعية جديدة في السنة.
تبع هذا التشريع الرئيسي قانون التعليم العالي لعام 1965، الذي زاد منالانتقال من المساعدة المؤسسية الممولة اتحاديا إلى مساعدات الطلاب الفردية.
في عام 1964، تحققت تحسينات أساسية في قانون التعليم الوطني للدفاع، وزاد مجموع الأموال المتاحة للمؤسسات التعليمية. تم رفع الحد السنوي للقروض إلى طلاب الدراسات العليا والمهنيين من 000 1 دولار إلى 500 2 دولار، ورفع الحد الإجمالي من 000 5 دولار إلى 000 10 دولار. وتم توسيع نطاق البرنامج ليشمل الجغرافيا والتاريخ والقراءة واللغة الإنجليزية والتربية المدنية، وتم توسيع نطاق برامج التوجيه والمشورة إلى المدارس الابتدائية، الإعدادية والثانوية.
قدم قانون التعليم الثنائي اللغة لعام 1968 مساعدات اتحادية إلى المناطق التعليمية المحلية لمساعدتها على تلبية احتياجات الأطفال ذوي القدرات المحدودة الناطقة بالإنجليزية حتى انتهت صلاحيتها في عام 2002
في عام 1964، تحققت تحسينات أساسية في قانون التعليم الوطني للدفاع، وزاد مجموع الأموال المتاحة للمؤسسات التعليمية. تم رفع الحد السنوي للقروض إلى طلاب الدراسات العليا والمهنيين من 000 1 دولار إلى 500 2 دولار، ورفع الحد الإجمالي من 000 5 دولار إلى 000 10 دولار. وتم توسيع نطاق البرنامج ليشمل الجغرافيا والتاريخ والقراءة واللغة الإنجليزية والتربية المدنية، وتم توسيع نطاق برامج التوجيه والمشورة إلى المدارس الابتدائية، الإعدادية والثانوية.
قدمت برامج المجتمع العظيم أيضا الدعم للتدريب السريري للدراسات العليا لكل من الممرضين والأطباء الملتزمين بالعمل مع المرضى المحرومين في العيادات الصحية الريفية والحضرية.
قدم قانون التعليم الثنائي اللغة لعام 1968 مساعدات اتحادية إلى المناطق التعليمية المحلية لمساعدتها على تلبية احتياجات الأطفال ذوي القدرات المحدودة الناطقة بالإنجليزية حتى انتهت صلاحيتها في عام 2002.
قدمت برامج المجتمع العظيم أيضا الدعم للتدريب السريري للدراسات العليا لكل من الممرضين والأطباء الملتزمين بالعمل مع المرضى المحرومين في العيادات الصحية الريفية والحضرية.

### الرعاية الطبية

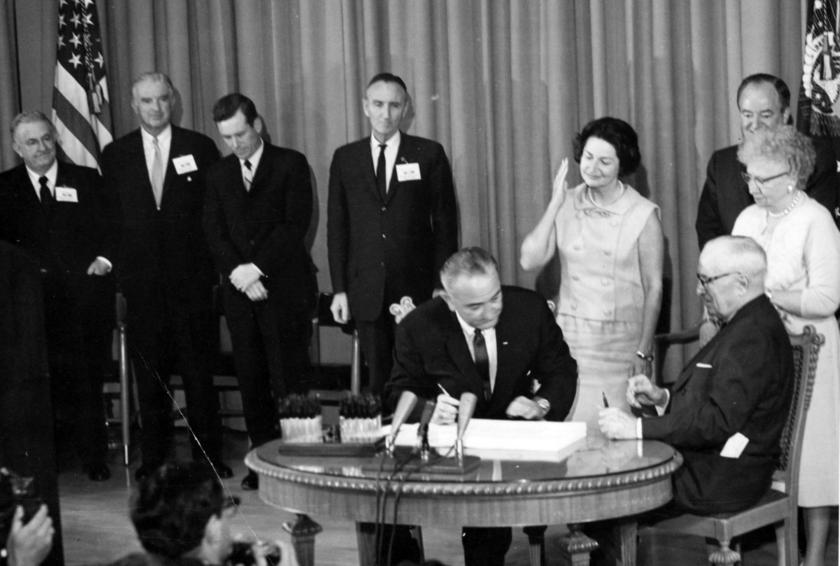
يوقع الرئيس جونسون قانون الضمان الاجتماعي لعام 1965.

أذن قانون الضمان الاجتماعي لعام 1965 بالرعاية الطبية وقدم التمويل الاتحادي لكثير من التكاليف الطبية للمسنين الأميركيين. تغلبت التشريعات على المقاومة المريرة، ولا سيما من الجمعية الطبية الأمريكية، لفكرة الرعاية الصحية الممولة من القطاع العام أو «الطب الاجتماعي» من خلال إتاحة فوائدها للجميع فوق سن الخامسة والستين، بغض النظر عن الحاجة إليها، وبواسطة ربط المدفوعات بقائمة نظام التأمين الخاص.
أذن قانون الضمان الاجتماعي لعام 1965 بالرعاية الطبية وقدم التمويل الاتحادي لكثير من التكاليف الطبية للمسنين الأميركيين. تغلبت التشريعات على المقاومة المريرة، ولا سيما من الجمعية الطبية الأمريكية، لفكرة الرعاية الصحية الممولة من القطاع العام أو «الطب الاجتماعي» من خلال إتاحة فوائدها للجميع فوق سن الخامسة والستين، بغض النظر عن الحاجة إليها، وبواسطة ربط المدفوعات بقائمة نظام التأمين الخاص.

### الرفاهية
أدخل عدد من التحسينات على برنامج الضمان الاجتماعي من حيث التغطية وكفاية الاستحقاقات.يتضمن قانون التكيف الضريبي لعام 1966 حكما يتعلق بالمدفوعات الخاصة في إطار برنامج الضمان الاجتماعي لبعض الأفراد غير المؤمن عليهم الذين تبلغ أعمارهم 72 سنة فأكثر. شملت تعديلات الضمان الاجتماعي لعام 1965 زيادة بنسبة 7 في المائة في الاستحقاقات النقدية، وتحرير تعريف الإعاقة، وتحرير المبلغ الذي يمكن أن يكسبه الشخص وما زال يحصل عليه على كامل المزايا (ما يسمى باختبار التقاعد)، ودفع الاستحقاقات إلى الأطفال المؤهلين الذين تتراوح أعمارهم بين 18 و 21 سنة الذين يذهبون إلى المدرسة، ودفع الاستحقاقات للأرامل في سن الستين على تخفيض الأساسات ، وتغطية حساب الأطباء العاملين الخاص، وتغطية النصائح كأجور، وتحرير متطلبات وضع المؤمن عليهم للأشخاص الذين يبلغون بالفعل 72 عاما أو بزيادة مقدارها 6600 دولار من الإيرادات المحسوبة لأغراض المساهمة والاستحقاقات (قاعدة الاشتراكات والاستحقاقات)، وزيادة في جدول معدلات الاشتراكات.
أدخل عدد من التحسينات على برنامج الضمان الاجتماعي من حيث التغطية وكفاية الاستحقاقات.يتضمن قانون التكيف الضريبي لعام 1966 حكما يتعلق بالمدفوعات الخاصة في إطار برنامج الضمان الاجتماعي لبعض الأفراد غير المؤمن عليهم الذين تبلغ أعمارهم 72 سنة فأكثر. شملت تعديلات الضمان الاجتماعي لعام 1965 زيادة بنسبة 7 في المائة في الاستحقاقات النقدية، وتحرير تعريف الإعاقة، وتحرير المبلغ الذي يمكن أن يكسبه الشخص وما زال يحصل عليه على كامل المزايا (ما يسمى باختبار التقاعد)، ودفع الاستحقاقات إلى الأطفال المؤهلين الذين تتراوح أعمارهم بين 18 و 21 سنة الذين يذهبون إلى المدرسة، ودفع الاستحقاقات للأرامل في سن الستين على تخفيض الأساسات ، وتغطية حساب الأطباء العاملين الخاص، وتغطية النصائح كأجور، وتحرير متطلبات وضع المؤمن عليهم للأشخاص الذين يبلغون بالفعل 72 عاما أو بزيادة مقدارها 6600 دولار من الإيرادات المحسوبة لأغراض المساهمة والاستحقاقات (قاعدة الاشتراكات والاستحقاقات)، وزيادة في جدول معدلات الاشتراكات.
شملت تعديلات الضمان الاجتماعي لعام 1967 زيادة بنسبة 13 في المائة في استحقاقات الشيخوخة والناجيات والتأمين ضد العجز، مع استحقاق شهري أدنى قدره 55 دولارا للشخص الذي يتقاعد في سن 65 أو بعده (أو يحصل على إعانات عجز) تتراوح بين 35 و 40 دولارا من دولارات الولايات المتحدة في المدفوعات الخاصة من الفئة العمرية 72، بزيادة قدرها 500 1 دولار إلى 680 1 دولارا، وهو المبلغ الذي يمكن أن يكسبه الشخص في السنة ولا يزال يحصل على استحقاقات كاملة لتلك السنة، واستحقاقات نقدية شهرية للأرامل المعوقات والأرامل المعالين المعوقين في سن الخمسين عند وخفض معدلات الفائدة، وتحرير شروط الأهلية للحصول على استحقاقات المعالين والناجيات من العاملات، واختبار وضع المؤمن عليه البديل للعاملين المعوقين قبل سن 31 .
شملت تعديلات الضمان الاجتماعي لعام 1967 زيادة بنسبة 13 في المائة في استحقاقات الشيخوخة والناجيات والتأمين ضد العجز، مع استحقاق شهري أدنى قدره 55 دولارا للشخص الذي يتقاعد في سن 65 أو بعده (أو يحصل على إعانات عجز) تتراوح بين 35 و 40 دولارا من دولارات الولايات المتحدة في المدفوعات الخاصة من الفئة العمرية 72، بزيادة قدرها 500 1 دولار إلى 680 1 دولارا، وهو المبلغ الذي يمكن أن يكسبه الشخص في السنة ولا يزال يحصل على استحقاقات كاملة لتلك السنة، واستحقاقات نقدية شهرية للأرامل المعوقات والأرامل المعالين المعوقين في سن الخمسين عند وخفض معدلات الفائدة، وتحرير شروط الأهلية للحصول على استحقاقات المعالين والناجيات من العاملات، واختبار وضع المؤمن عليه البديل للعاملين المعوقين قبل سن 31 .
بالإضافة إلى ذلك، وضعت مبادئ توجيهية جديدة لتحديد أهلية الحصول على استحقاقات التأمين ضد العجز، وائتمانات إضافية للأجور الغير قائمة على اشتراكات للجنود، وتوسيع نطاق تغطية رجال الدين وأعضاء الأوامر الدينية الذين لم يلتزموا بالفقر، وزيادة المساهمة وقاعدة المنفعة من 600 6 دولار إلى 800 7 دولار، ابتداء من عام 1968. وبالإضافة إلى ذلك، أدخلت تعديلات الضمان الاجتماعي لعام 1967 أول تعديلات رئيسية على الرعاية الطبية. وسعت تعديلات الضمان الاجتماعي تغطية البرنامج لتشمل بعض الخدمات التي كانت مستثناة من قبل، وتبسيط إجراءات السداد في إطار خطط التأمين الطبي والمستشفيات، وسهلت الإجراءات الإدارية المتعلقة بفترات الالتحاق العامة.
بالإضافة إلى ذلك، وضعت مبادئ توجيهية جديدة لتحديد أهلية الحصول على استحقاقات التأمين ضد العجز، وائتمانات إضافية للأجور الغير قائمة على اشتراكات للجنود، وتوسيع نطاق تغطية رجال الدين وأعضاء الأوامر الدينية الذين لم يلتزموا بالفقر، وزيادة المساهمة وقاعدة المنفعة من 600 6 دولار إلى 800 7 دولار، ابتداء من عام 1968. وبالإضافة إلى ذلك، أدخلت تعديلات الضمان الاجتماعي لعام 1967 أول تعديلات رئيسية على الرعاية الطبية. وسعت تعديلات الضمان الاجتماعي تغطية البرنامج لتشمل بعض الخدمات التي كانت مستثناة من قبل، وتبسيط إجراءات السداد في إطار خطط التأمين الطبي والمستشفيات، وسهلت الإجراءات الإدارية المتعلقة بفترات الالتحاق العامة.
جعل قانون قسائم الطعام لعام 1964 البرنامج دائما، في حين أن تعديلات الضمان الاجتماعي لعام 1967 تنص على أنه ينبغي إنفاق 6 في المائة على الأقل من الأموال المخصصة لصحة الأم والطفل على تنظيم الأسرة. بحلول عام 1967، بدأت الحكومة الفيدرالية تطالب إدارات الصحة الحكومية بتوفير وسائل منع الحمل لجميع البالغين الذين كانوا فقراء. بدأت برامج الوجبات للمواطنين ذوي الدخل المنخفض في عام 1965، حيث وفرت الحكومة الاتحادية تمويلا ل «الوجبات الجماعية» و «الوجبات التي يتم تسليمها في المنزل». أدخل قانون تغذية الطفل، الذي صدر في عام 1966، تحسينات على المساعدة التغذوية للأطفال مثل إدخال برنامج الإفطار المدرسي.
جعل قانون قسائم الطعام لعام 1964 البرنامج دائما، في حين أن تعديلات الضمان الاجتماعي لعام 1967 تنص على أنه ينبغي إنفاق 6 في المائة على الأقل من الأموال المخصصة لصحة الأم والطفل على تنظيم الأسرة. بحلول عام 1967، بدأت الحكومة الفيدرالية تطالب إدارات الصحة الحكومية بتوفير وسائل منع الحمل لجميع البالغين الذين كانوا فقراء. بدأت برامج الوجبات للمواطنين ذوي الدخل المنخفض في عام 1965، حيث وفرت الحكومة الاتحادية تمويلا ل «الوجبات الجماعية» و «الوجبات التي يتم تسليمها في المنزل». أدخل قانون تغذية الطفل، الذي صدر في عام 1966، تحسينات على المساعدة التغذوية للأطفال مثل إدخال برنامج الإفطار المدرسي.

### المواهب القومية للفنون والإنسانية
في سبتمبر 1965، وقع جونسون المؤسسة الوطنية لقانون الفنون والعلوم الإنسانية في القانون، وأنشأ كل من الصندوق الوطني للفنون والوقوف الوطني للعلوم الإنسانية كوكالات مستقلة مستقلة. بدأ الضغط على دعم الفنون والعلوم الإنسانية الممولة من الحكومة الاتحادية خلال إدارة كينيدي. في عام 1963، انضمت ثلاث منظمات علمية وتعليمية - المجلس الأمريكي للجمعيات المستفادة (أكلس)، ومجلس الدراسات العليا في أمريكا، والفصول المتحدة لفي بيتا كابا معا إلى إنشاء اللجنة الوطنية للعلوم الإنسانية. في حزيران / يونيه 1964، أصدرت اللجنة تقريرا أشار إلى أن التركيز على العلم يعرض للخطر دراسة العلوم الإنسانية من المدارس الابتدائية من خلال برامج الدراسات العليا. الرغبة في تصحيح التوازن، أوصت اللجنة «بإنشاء مؤسسة وطنية للعلوم الإنسانية من قبل الرئيس والمؤتمر الأمريكي»
في سبتمبر 1965، وقع جونسون المؤسسة الوطنية لقانون الفنون والعلوم الإنسانية في القانون، وأنشأ كل من الصندوق الوطني للفنون والوقوف الوطني للعلوم الإنسانية كوكالات مستقلة مستقلة. بدأ الضغط على دعم الفنون والعلوم الإنسانية الممولة من الحكومة الاتحادية خلال إدارة كينيدي. في عام 1963، انضمت ثلاث منظمات علمية وتعليمية - المجلس الأمريكي للجمعيات المستفادة (أكلس)، ومجلس الدراسات العليا في أمريكا، والفصول المتحدة لفي بيتا كابا معا إلى إنشاء اللجنة الوطنية للعلوم الإنسانية. في حزيران / يونيه 1964، أصدرت اللجنة تقريرا أشار إلى أن التركيز على العلم يعرض للخطر دراسة العلوم الإنسانية من المدارس الابتدائية من خلال برامج الدراسات العليا. الرغبة في تصحيح التوازن، أوصت اللجنة «بإنشاء مؤسسة وطنية للعلوم الإنسانية من قبل الرئيس والكونغرس الأمريكي».
في أغسطس 1964، اقترح الكونغرس وليام س. مورهيد من ولاية بنسلفانيا تشريعات لتنفيذ توصيات اللجنة. جاء الدعم الذي قدمه البيت الأبيض في سبتمبر / أيلول، عندما قدم جونسون تأييده خلال خطاب في جامعة براون. في آذار / مارس 1965، اقترح البيت الأبيض إنشاء مؤسسة وطنية للفنون والعلوم الإنسانية، وطلب مبلغ 20 مليون دولار من أموال البدء. كان تقرير اللجنة قد ولد اقتراحات أخرى، ولكن نهج البيت الأبيض خالفها. كانت خطة الإدارة، التي دعت إلى إنشاء وكالتين منفصلتين نصحت كلا منهما هيئة الإدارة، هي الصيغة التي أقرها الكونغرس. ريتشارد نيكسون توسع بشكل كبير في تمويل منظمتي (NEA)و (NEH).
في أغسطس 1964، اقترح الكونغرس وليام س. مورهيد من ولاية بنسلفانيا تشريعات لتنفيذ توصيات اللجنة. جاء الدعم الذي قدمه البيت الأبيض في سبتمبر / أيلول، عندما قدم جونسون تأييده خلال خطاب في جامعة براون. في آذار / مارس 1965، اقترح البيت الأبيض إنشاء مؤسسة وطنية للفنون والعلوم الإنسانية، وطلب مبلغ 20 مليون دولار من أموال البدء. كان تقرير اللجنة قد ولد اقتراحات أخرى، ولكن نهج البيت الأبيض خالفها. كانت خطة الإدارة، التي دعت إلى إنشاء وكالتين منفصلتين نصحت كلا منهما هيئة الإدارة، هي الصيغة التي أقرها الكونغرس. ريتشارد نيكسون توسع بشكل كبير في تمويل منظمتي (NEA)و (NEH).

### البث العام
وطنية عامة، وهي نظام إذاعي عام بموجب أحكام قانون الإذاعة العامة المعدل.

### المراكز الثقافية
تلقى مرفقان ثقافيان وفنيان وطنيان تم التخطيط لهما منذ وقت طويل تمويلا اتحاديا يسمح باستكمالهما من خلال تشريع الجمعية العظيمة. تم تحويل المركز الثقافي الوطني، الذي اقترح أثناء إدارة فرانكلين روزفلت، والذي تم إنشاؤه بواسطة قانون من الحزبين وقعه دوايت آيزنهاور، إلى مركز جون كينيدي للفنون المسرحية، وهو نصب تذكاري حي للرئيس الذي اغتيل. كان جمع التبرعات للمركز الثقافي الأصلي ضعيفا قبل صدور تشريع بإنشاء مركز كينيدي الذي مر بعد شهرين من وفاة الرئيس وقدم 23 مليون دولار للبناء. افتتح مركز كينيدي في عام 1971
تلقى مرفقان ثقافيان وفنيان وطنيان تم التخطيط لهما منذ وقت طويل تمويلا اتحاديا يسمح باستكمالهما من خلال تشريع الجمعية العظيمة. تم تحويل المركز الثقافي الوطني، الذي اقترح أثناء إدارة فرانكلين روزفلت، والذي تم إنشاؤه بواسطة قانون من الحزبين وقعه دوايت آيزنهاور، إلى مركز جون كينيدي للفنون المسرحية، وهو نصب تذكاري حي للرئيس الذي اغتيل. كان جمع التبرعات للمركز الثقافي الأصلي ضعيفا قبل صدور تشريع بإنشاء مركز كينيدي الذي مر بعد شهرين من وفاة الرئيس وقدم 23 مليون دولار للبناء. افتتح مركز كينيدي في عام 1971.
في أواخر الثلاثينيات من القرن العشرين، كلف الكونغرس الأمريكي بمتحف الفن سميثسونيان للمركز الوطني، وتم الكشف عن تصميم من قبل إلييل سارينن في عام 1939، ولكن تم وضع الخطط خلال الحرب العالمية الثانية. أنشأ قانون عام 1966 من الكونغرس الأمريكي متحف هيرشورن وحديقة النحت كجزء من مؤسسة سميثسونيان مع التركيز على الفن الحديث، على النقيض من معرض الفنون الوطني الحالي. كان المتحف ممولا فيدراليا في المقام الأول، على الرغم من أن الممول نيويورك جوزيف هيرشهورن ساهم في وقت لاحق بمليون دولار لبناء البناء، والتي بدأ إنشاؤه في عام 1969. افتتح هيرشورن في عام 1974
في أواخر الثلاثينيات من القرن العشرين، كلف الكونغرس الأمريكي بمتحف الفن سميثسونيان للمركز الوطني، وتم الكشف عن تصميم من قبل إلييل سارينن في عام 1939، ولكن تم وضع الخطط خلال الحرب العالمية الثانية. أنشأ قانون عام 1966 من الكونغرس الأمريكي متحف هيرشورن وحديقة النحت كجزء من مؤسسة سميثسونيان مع التركيز على الفن الحديث، على النقيض من معرض الفنون الوطني الحالي. كان المتحف ممولا فيدراليا في المقام الأول، على الرغم من أن الممول نيويورك جوزيف هيرشهورن ساهم في وقت لاحق بمليون دولار لبناء البناء، والتي بدأ إنشاؤه في عام 1969. افتتح هيرشورن في عام 1974.

### وسائل النقل
شملت مبادرات النقل التي بدأت خلال فترة رئاسة الرئيس جونسون توطيد وكالات النقل إلى منصب على مستوى الحكومة تحت إدارة النقل. أذنت تلك الإدارة من قبل الكونجرس في 15 أكتوبر 1966 وبدأ عملياته في 1 أبريل 1967. أصدر الكونغرس مجموعة متنوعة من التشريعات لدعم التحسينات في النقل بما في ذلك قانون النقل الجماعي الشامل لعام 1964 الذي وفر 375 مليون $ للجمهور الحضري واسع النطاق أو ومشاريع السكك الحديدية الخاصة في شكل أموال مطابقة للمدن والدول وأنشأت إدارة النقل الجماعي في المناطق الحضرية (الآن إدارة النقل الاتحادي)، وقانون النقل البري عالي السرعة لعام 1965 مما أدى إلى إنشاء السكك الحديدية عالية السرعة بين نيويورك وواشنطن، وقانون السلامة المرورية والمركبات الوطنية لعام 1966 - وهو مشروع اعترف به رالف نادر إلى حد كبير ، الذي ادعى أن كتابه غير آمن عند أي سرعة ساعدت في إلهام التشريع.
شملت مبادرات النقل التي بدأت خلال فترة رئاسة الرئيس جونسون توطيد وكالات النقل إلى منصب على مستوى الحكومة تحت إدارة النقل. أذنت تلك الإدارة من قبل الكونجرس في 15 أكتوبر 1966 وبدأ عملياته في 1 أبريل 1967. أصدر الكونغرس مجموعة متنوعة من التشريعات لدعم التحسينات في النقل بما في ذلك قانون النقل الجماعي الشامل لعام 1964 الذي وفر 375 مليون $ للجمهور الحضري واسع النطاق أو ومشاريع السكك الحديدية الخاصة في شكل أموال مطابقة للمدن والدول وأنشأت إدارة النقل الجماعي في المناطق الحضرية (الآن إدارة النقل الاتحادي)، وقانون النقل البري عالي السرعة لعام 1965 مما أدى إلى إنشاء السكك الحديدية عالية السرعة بين نيويورك وواشنطن، وقانون السلامة المرورية والمركبات الوطنية لعام 1966 - وهو مشروع اعترف به رالف نادر إلى حد كبير ، الذي ادعى أن كتابه غير آمن عند أي سرعة ساعدت في إلهام التشريع.

### البيئة
اقترح جوزيف أ. كاليفانو، الابن أن مساهمة المجتمع العظيم الرئيسية في البيئة هي امتداد للحماية يتجاوز تلك التي تهدف إلى الحفاظ على الموارد التي لم يمسها. قال الرئيس جونسون في رسالة بعث بها إلى الكونغرس:
اقترح جوزيف أ. كاليفانو، الابن أن مساهمة المجتمع العظيم الرئيسية في البيئة هي امتداد للحماية يتجاوز تلك التي تهدف إلى الحفاظ على الموارد التي لم نستخدمها بعد. قال الرئيس جونسون في رسالة بعث بها إلى الكونغرس:
إن الهواء الذي نتنفسه، ومياهنا، وأرضنا، وحياتنا البرية، نخشى عليهمللحماية [ضد] التنمية، بل أيضا الحفاظ الإبداعي على الترميم والابتكار.
رسالة خاصة إلى المؤتمر المعني بحفظ وترميم الجمال الطبيعي؛ 8 فبراير 1965
رسالة خاصة إلى المؤتمر المعني بحفظ وترميم الجمال الطبيعي؛ 8 فبراير 1965.
بناء على طلب من وزير الداخلية ستيوارت أودال، تضمن المجتمع العظيم عدة

### الإسكان
في عام 1964، تحسنت نوعية برنامج الإسكان باشتراط الحد الأدنى من معايير تطبيق القوانين، وتقديم المساعدة للأسر المتخللة والمشاريع الصغيرة، والسماح بقروض فائدة السوق لإعادة تأهيل المساكن في مناطق التجديد الحضري .اشتمل قانون الإسكان والتنمية الحضرية لعام 1965 على عناصر هامة مثل إعانات الإيجار للأسر ذات الدخل المنخفض ومنح إعادة التأهيل لتمكين أصحاب المنازل ذوي الدخل المنخفض في مناطق التجديد الحضري من تحسين منازلهم بدلا من الانتقال إلى أماكن أخرى وتحسين فوائد استحقاقات دفعات الانتقال.وضع قانون المدن التي تحت التنفيذ لعام 1966 برنامجا جديدا للتجديد الشامل للحي، مع التركيز على الاستثمارات الاستراتيجية في تجديد المساكن والخدمات الاجتماعية وتسهيلات الأحياء وأنشطة خلق فرص العمل.
في عام 1964، تحسنت نوعية برنامج الإسكان باشتراط الحد الأدنى من معايير تطبيق القوانين، وتقديم المساعدة للأسر المتخللة والمشاريع الصغيرة، والسماح بقروض فائدة السوق لإعادة تأهيل المساكن في مناطق التجديد الحضري . اشتمل قانون الإسكان والتنمية الحضرية لعام 1965 على عناصر هامة مثل إعانات الإيجار للأسر ذات الدخل المنخفض ومنح إعادة التأهيل لتمكين أصحاب المنازل ذوي الدخل المنخفض في مناطق التجديد الحضري من تحسين منازلهم بدلا من الانتقال إلى أماكن أخرى وتحسين فوائد استحقاقات دفعات الانتقال. وضع قانون المدن التي تحت التنفيذ لعام 1966 برنامجا جديدا للتجديد الشامل للحي، مع التركيز على الاستثمارات الاستراتيجية في تجديد المساكن والخدمات الاجتماعية وتسهيلات الأحياء وأنشطة خلق فرص العمل.

### التنمية الريفية
أدخل عدد من التدابير لتحسين الأوضاع الاجتماعية والاقتصادية في المناطق الريفية. بموجب الباب الثالث من قانون الفرص الاقتصادية لعام 1964، البرامج الخاصة لمكافحة الفقر الريفي، أذن لمكتب الفرص الاقتصادية بالعمل كمقرض الملاذ الأخير للأسر الريفية التي تحتاج إلى أموال لمساعدتها على زيادة قدرتها على الكسب بشكل دائم. يمكن أن تقدم القروض لشراء الأراضي وتحسين تشغيل المزارع الأسرية والسماح بالمشاركة في المشاريع التعاونية وتمويل المشاريع التجارية غير الزراعية، بينما يمكن للتعاونيات المحلية التي تخدم الأسر الريفية المنخفضة الدخل أن تقدم طلبا للحصول على فئة أخرى من القروض لأغراض مماثلة.
أدخل عدد من التدابير لتحسين الأوضاع الاجتماعية والاقتصادية في المناطق الريفية. بموجب الباب الثالث من قانون الفرص الاقتصادية لعام 1964، البرامج الخاصة لمكافحة الفقر الريفي، أذن لمكتب الفرص الاقتصادية بالعمل كمقرض الملاذ الأخير للأسر الريفية التي تحتاج إلى أموال لمساعدتها على زيادة قدرتها على الكسب بشكل دائم. يمكن أن تقدم القروض لشراء الأراضي وتحسين تشغيل المزارع الأسرية والسماح بالمشاركة في المشاريع التعاونية وتمويل المشاريع التجارية غير الزراعية، بينما يمكن للتعاونيات المحلية التي تخدم الأسر الريفية المنخفضة الدخل أن تقدم طلبا للحصول على فئة أخرى من القروض لأغراض مماثلة.
كما قدم الباب الثالث القروض والمنح للمجموعات المحلية لتحسين خدمات الإسكان والتعليم ورعاية الأطفال للعمال الزراعيين المهاجرين، في حين تضمن البابان الأول والثاني أيضا برامج يحتمل أن تكون هامة للتنمية الريفية. أنشأ الباب الأول فيلق الوظائف الذي يسجل التسرب من المدارس في مشاريع الخدمات المجتمعية: إذ أن 40 في المائة من رجال الشرطة كانوا يعملون في فيلق حفظ الشباب لتنفيذ حفظ الموارد والتجميل ومشاريع التنمية في الغابات الوطنية والريف. يمكن القول إن أكثر أهمية بالنسبة للمناطق الريفية هي برامج العمل المجتمعي التي يأذن بها الباب الثاني. خصصت الأموال الاتحادية للدول وفقا لاحتياجاتها من التدريب على العمل والإسكان والصحة والمساعدة في مجال الرعاية الاجتماعية، ثم قامت الدول بتوزيع حصصها في منح العمل المجتمعي على أساس مقترحات من مجموعات عامة محلية أو غير ربحية.
كما قدم الباب الثالث القروض والمنح للمجموعات المحلية لتحسين خدمات الإسكان والتعليم ورعاية الأطفال للعمال الزراعيين المهاجرين، في حين تضمن البابان الأول والثاني أيضا برامج يحتمل أن تكون هامة للتنمية الريفية. أنشأ الباب الأول فيلق الوظائف الذي يسجل التسرب من المدارس في مشاريع الخدمات المجتمعية: إذ أن 40 في المائة من رجال الشرطة كانوا يعملون في فيلق حفظ الشباب لتنفيذ حفظ الموارد والتجميل ومشاريع التنمية في الغابات الوطنية والريف. يمكن القول إن أكثر أهمية بالنسبة للمناطق الريفية هي برامج العمل المجتمعي التي يأذن بها الباب الثاني. خصصت الأموال الاتحادية للدول وفقا لاحتياجاتها من التدريب على العمل والإسكان والصحة والمساعدة في مجال الرعاية الاجتماعية، ثم قامت الدول بتوزيع حصصها في منح العمل المجتمعي على أساس مقترحات من مجموعات عامة محلية أو غير ربحية.
أعاد قانون الأشغال العامة والتنمية الاقتصادية لعام 1965 تنظيم إدارة إعادة تنمية المناطق إلى إدارة التنمية الاقتصادية، وأذن بمبلغ 3.3 بليون دولار على مدى 5 سنوات مع تحديد سبعة معايير للأهلية. شملت القائمة انخفاض متوسط دخل الأسرة، ولكن نسبة البطالة 6 في المائة أو أعلى تنطبق على أكبر عدد من المناطق، في حين ذكر القانون أيضا الهجرة من المناطق الريفية كمعيار. في محاولة لتجاوز ما وصفه أحد الكتاب بأنه «نهج أترا الفاشل» في تقديم المساعدات إلى المقاطعات الفردية والمستوحاة من النموذج الأوروبي للتنمية الإقليمية، وشجعت منظمة) EDA) المقاطعات لتشكيل مناطق التنمية الاقتصادية (EDDs) كما تم الإقرار بأن المقاطعات المنكوبة الفردية (تسمى المناطق الريفية أو مناطق إعادة التطوير) تفتقر إلى الموارد الكافية لتنميتها.
أعاد قانون الأشغال العامة والتنمية الاقتصادية لعام 1965 تنظيم إدارة إعادة تنمية المناطق إلى إدارة التنمية الاقتصادية، وأذن بمبلغ 3.3 بليون دولار على مدى 5 سنوات مع تحديد سبعة معايير للأهلية. شملت القائمة انخفاض متوسط دخل الأسرة، ولكن نسبة البطالة 6 في المائة أو أعلى تنطبق على أكبر عدد من المناطق، في حين ذكر القانون أيضا الهجرة من المناطق الريفية كمعيار. في محاولة لتجاوز ما وصفه أحد الكتاب بأنه «نهج أترا الفاشل» في تقديم المساعدات إلى المقاطعات الفردية والمستوحاة من النموذج الأوروبي للتنمية الإقليمية، وشجعت منظمة) EDA) المقاطعات لتشكيل مناطق التنمية الاقتصادية (EDDs) كما تم الإقرار بأن المقاطعات المنكوبة الفردية (تسمى المناطق الريفية أو مناطق إعادة التطوير) تفتقر إلى الموارد الكافية لتنميتها.
شملت منظمت (EDDs) من 5 إلى 15 مقاطعة وكل من التنمية المخطط لها والمنفذة مع تمويل (EDA) والمساعدة التقنية، وكان لكل (EDD) "مركز النمو" (مفهوم آخر اقترضت من أوروبا) يسمى مركز إعادة التطوير إذا كان موجودا في منظمات (RAs) أو مركز التنمية إذا كان في مقاطعة أخرى. باستثناء مراكز النمو، لم تكن المقاطعات غير مؤهلة للحصول على المساعدة ما لم تكن هذه المراكز هي التي كان من المتوقع أن تستفيد من "التخطيط التنموي المنسق على مستوى المقاطعة.
شملت منظمت (EDDs) من 5 إلى 15 مقاطعة وكل من التنمية المخطط لها والمنفذة مع تمويل (EDA) والمساعدة التقنية، وكان لكل (EDD) "مركز النمو" (مفهوم آخر اقترضت من أوروبا) يسمى مركز إعادة التطوير إذا كان موجودا في منظمات (RAs) أو مركز التنمية إذا كان في مقاطعة أخرى. باستثناء مراكز النمو، لم تكن المقاطعات غير مؤهلة للحصول على المساعدة ما لم تكن هذه المراكز هي التي كان من المتوقع أن تستفيد من "التخطيط التنموي المنسق على مستوى المقاطعة.

### العمل
وسعت التعديلات التي أدخلت على قانون ديفيس-بيكون لعام 1931 في عام 1964 أحكام الأجور السائدة لتشمل الاستحقاقات الإضافية ،  في حين أدخلت زيادات عديدة على الحد الأدنى للأجور الفدرالية . ينص قانون عقود الخدمة لعام 1965 على الحد الأدنى للأجور والمزايا الإضافية فضلا عن شروط العمل الأخرى للمتعاقدين بموجب أنواع معينة من عقود الخدمات . كما تم التوقيع على رفع الحد الأدنى الشامل المعدل إلى قانون توسيع نطاق تغطية قانون معايير العمل العادلة إلى نحو 9.1 مليون عامل إضافي.
وسعت التعديلات التي أدخلت على قانون ديفيس-بيكون لعام 1931 في عام 1964 أحكام الأجور السائدة لتشمل الاستحقاقات الإضافية ، في حين أدخلت زيادات عديدة على الحد الأدنى للأجور الاتحادية . ينص قانون عقود الخدمة لعام 1965 على الحد الأدنى للأجور والمزايا الإضافية فضلا عن شروط العمل الأخرى للمتعاقدين بموجب أنواع معينة من عقود الخدمات . كما تم التوقيع على رفع الحد الأدنى الشامل المعدل إلى قانون توسيع نطاق تغطية قانون معايير العمل العادلة إلى نحو 9.1 مليون عامل إضافي.
معارضة المحافظة
على الرغم من المحافظين الذين هاجموا جمعية جونسون الكبرى التي حققت مكاسب كبيرة في الكونغرس في انتخابات منتصف العام 1966، ومع الغضب والإحباط المتصاعد على حرب فيتنام، كان جونسون لا يزال قادرا على تأمين مرور برامج إضافية خلال العامين الأخيرين في منصبه. صدرت قوانين لتمديد برنامج قسائم الطعام، وتوسيع نطاق حماية المستهلك، وتحسين معايير السلامة، وتدريب المهنيين الصحيين، ومساعدة المعوقين الأمريكيين، وزيادة البرامج الحضرية.

### معارضة المحافظة
على الرغم من المحافظين الذين هاجموا جمعية جونسون الكبرى التي حققت مكاسب كبيرة في الكونغرس في انتخابات منتصف العام 1966، ومع الغضب والإحباط المتصاعد على حرب فيتنام، كان جونسون لا يزال قادرا على تأمين مرور برامج إضافية خلال العامين الأخيرين في منصبه. صدرت قوانين لتمديد برنامج قسائم الطعام، وتوسيع نطاق حماية المستهلك، وتحسين معايير السلامة، وتدريب المهنيين الصحيين، ومساعدة المعوقين الأمريكيين، وزيادة البرامج الحضرية.
في عام 1968، صدر قانون جديد للإسكان العادل يحظر التمييز العنصري في السكن، ويدعم بناء أو إعادة تأهيل الوحدات السكنية ذات الدخل المنخفض. في العام نفسه، تم تقديم برنامج جديد لإعادة التدريب الوظيفي الممول اتحاديا للعاطلين المتشددين في خمسين مدينة، بالإضافة إلى أقوى مشروع قانون لمكافحة الأسلحة الفيدرالية (فيما يتعلق بنقل البنادق عبر خطوط الدولة) في التاريخ الأمريكي حتى ذلك الحين.
بحلول نهاية إدارة جونسون، تم تلبية 226 من أصل 252 طلب تشريعي رئيسي (على مدى أربع سنوات)، وارتفعت المعونة الاتحادية للفقراء من 9.9 مليار دولار في عام 1960 إلى 30 مليار دولار بحلول عام 1968، وأعيد تدريب مليون أمريكي في إطار برامج اتحادية غير موجودة في السابق، وشارك مليوني طفل في برنامج «البداية المبكرة».
في عام 1968، صدر قانون جديد للإسكان العادل يحظر التمييز العنصري في السكن، ويدعم بناء أو إعادة تأهيل الوحدات السكنية ذات الدخل المنخفض. في العام نفسه، تم تقديم برنامج جديد لإعادة التدريب الوظيفي الممول اتحاديا للعاطلين المتشددين في خمسين مدينة، بالإضافة إلى أقوى مشروع قانون لمكافحة الأسلحة الفيدرالية (فيما يتعلق بنقل البنادق عبر خطوط الدولة) في التاريخ الأمريكي حتى ذلك الحين. بحلول نهاية إدارة جونسون، تم تلبية 226 من أصل 252 طلب تشريعي رئيسي (على مدى أربع سنوات)، وارتفعت المعونة الاتحادية للفقراء من 9.9 مليار دولار في عام 1960 إلى 30 مليار دولار بحلول عام 1968، وأعيد تدريب مليون أمريكي في إطار برامج اتحادية غير موجودة في السابق، وشارك مليوني طفل في برنامج «البداية المبكرة».

### التراث
لا تزال تفسيرات الحرب على الفقر مثيرة للجدل. قامت إدارات نيكسون وفورد بتفكيك مكتب الفرص الاقتصادية، وذلك إلى حد كبير عن طريق نقل برامج الفقر إلى إدارات حكومية أخرى . تم تخفيض تمويل العديد من هذه البرامج في ميزانية غرام-لاتا للرئيس رونالد ريغان في عام 1981.
لا تزال تفسيرات الحرب على الفقر مثيرة للجدل. قامت إدارات نيكسون وفورد بتفكيك مكتب الفرص الاقتصادية، وذلك إلى حد كبير عن طريق نقل برامج الفقر إلى إدارات حكومية أخرى . تم تخفيض تمويل العديد من هذه البرامج في ميزانية غرام-لاتا للرئيس رونالد ريغان في عام 1981.
اقترح ألان برينكلي أن «الفجوة بين النوايا الموسعة للحرب على الفقر وإنجازاته المتواضعة نسبيا دفعت الحجج المحافظة في وقت لاحق إلى أن الحكومة ليست وسيلة مناسبة لحل المشاكل الاجتماعية». أحد مساعدي جونسون، جوزيف أ. كاليفانو الابن، «منذ عام 1963 عندما تولى ليندون جونسون منصبه حتى عام 1970 حيث شعر بتأثير برامج مجتمعه العظيم»، انخفضت نسبة الأمريكيين الذين يعيشون تحت خط الفقر من 22.2 في المئة إلى 12.6 في المئة، والتراجع الأكثر دراماتيكية على مدى فترة وجيزة في هذا القرن.
اقترح ألان برينكلي أن «الفجوة بين النوايا الموسعة للحرب على الفقر وإنجازاته المتواضعة نسبيا دفعت الحجج المحافظة في وقت لاحق إلى أن الحكومة ليست وسيلة مناسبة لحل المشاكل الاجتماعية». أحد مساعدي جونسون، جوزيف أ. كاليفانو الابن، «منذ عام 1963 عندما تولى ليندون جونسون منصبه حتى عام 1970 حيث شعر بتأثير برامج مجتمعه العظيم»، انخفضت نسبة الأمريكيين الذين يعيشون تحت خط الفقر من 22.2 في المئة إلى 12.6 في المئة، والتراجع الأكثر دراماتيكية على مدى فترة وجيزة في هذا القرن.
انخفضت نسبة الأمريكيين من أصل أفريقي تحت خط الفقر من 55 في المائة في عام 1960 إلى 27 في المائة في عام 1968 . في الفترة من عام 1964 إلى عام 1967، ارتفعت النفقات الاتحادية على التعليم من 4 بلايين دولار إلى 12 بليون دولار، في حين ارتفع الإنفاق على الصحة من 5 بلايين دولار إلى 16 بليون دولار. بحلول ذلك الوقت، كانت الحكومة الاتحادية تنفق 000 4 دولار سنويا على كل أسرة فقيرة تتألف من أربعة أفراد، أي أربعة أضعاف ما كانت عليه في عام 1961.
انخفضت نسبة الأمريكيين من أصل أفريقي تحت خط الفقر من 55 في المائة في عام 1960 إلى 27 في المائة في عام 1968. في الفترة من عام 1964 إلى عام 1967، ارتفعت النفقات الاتحادية على التعليم من 4 بلايين دولار إلى 12 بليون دولار، في حين ارتفع الإنفاق على الصحة من 5 بلايين دولار إلى 16 بليون دولار. بحلول ذلك الوقت، كانت الحكومة الاتحادية تنفق 000 4 دولار سنويا على كل أسرة فقيرة تتألف من أربعة أفراد، أي أربعة أضعاف ما كانت عليه في عام 1961.